# Colette Courtois
Pour les articles homonymes, voir Courtois.
Colette Courtois, née le 6 janvier 1922 et morte à Montréal le 18 juillet 2010, est une actrice québécoise.

## Biographie
Marie Colette Courtois nait le 6 janvier 1922 dans le Centre-Sud de Montréal. Elle est la fille d'Eusèbe Arthur Courtois, notaire, et de Jeanne Cornellier de la paroisse de St-Pierre-Apôtre.
Amoureuse de théâtre, elle suit d'abord des formations auprès de Jean Gascon, Jean Dalmain et Guy Hoffman. Elle prend ensuite des cours de chant auprès d'Albert Cornellier et même des cours d'escrime.
Elle fait ses débuts sur la scène, dans la pièce Médecin malgré lui, avant de participer à plusieurs radioromans populaires dont Des lieux et des hommes, Les insolites, Sur toutes les scènes du Monde, Les visages de l'amour. Attirée par la télévision naissante, elle participe aux premiers téléromans de Radio-Canada dont Cap-aux-Sorciers, et joue dans plusieurs télé-théâtres et émissions jeunesse. Elle tiendra des rôles marquants dans les téléromans Le Survenant et Les Forges de Saint-Maurice.
N'ayant pas un physique de jeune première ni de jeune ingénue, elle se retrouve progressivement reléguée, à la télévision comme au cinéma, aux rôles de femmes sèches ou acariâtres, de vilaines voisines ou de méchantes belles-mères.

Souffrant de la maladie d'Alzheimer, elle décède en 2010.

## Filmographie
- 1957 : Le Survenant (série télévisée) : Corinne
- 1958 : Marie-Didace (série télévisée) : Corinne
- 1959 : CF-RCK (série télévisée) : Jeannette Gendron
- 1960 : Sous le signe du lion (série télévisée) : une sténographe
- 1962 : La Balsamine (série télévisée) : Andréa
- 1965 : Cré Basile (série TV) : Mme Branchaud
- 1965 - 1967 : Le bonheur des autres : Andréa
- 1966 - 1977 : Rue des Pignons : Adrienne Berthelet
- 1966 - 1971 : Moi et l'Autre : Soeur portière
- 1969 - 1974 : Quelle famille ! : Blanche
- 1970 : En pièces détachées (téléthéâtre basé sur la pièce de Michel Tremblay) : Mme Monette
- 1972 - 1975 : Les Forges de Saint-Maurice : Ida Godard
- 1972 : Les Smattes de Jean-Claude Labrecque : Mme Drouin
- 1977 - 1978 : Le Pont : tante Jacynthe
- 1979 : Piège pour un homme seul : Mlle Berton
- 1980 : Jeune délinquant : L'épicière
- 1981 - 1983 : Les Girouettes : Mme Aubry
- 1983 : Poivre et Sel (série télévisée) : Adrienne Vaillancourt
- 1984 : Anouchka : Thérèse
- 1992 : Tirelire, combines et cie : Mme Boivin
- 1992 : Coyote : mémère Tchewan
- 1992 : La fenêtre de Monique Champagne
- 1993 : Au nom du père et du fils (série TV) : sœur directrice
- 1993 - 1995 : Là tu parles! : Rita Lalonde
- 1995 - 1997 : Moi et l'Autre...II : Mme Tremblay
- 1999 : Catherine (saison 1, épisode 15) : Léa Blanchette
- 2001 : Nuit de noces d'Émile Gaudreault : mère de Nicolas
- 2002 : Bijou de famille, court-métrage de Martin Talbot